# هيراباي تاتا
هيراباي تاتا (1879-1941)، ناشطة هندية في مجال حقوق المرأة، تزوجت في عام 1895، وكان زوجها تقدميًا وداعمًا لحق زوجته وابنته في التعليم. في عام 1911، التقت تاتا بصوفيا دوليب سينغ، بريطانية من أصول هندية مناصرة لحقوق المرأة، والتي أثرت لاحقًا عليها باعتبارها مناصرة لحق المرأة في الاقتراع. بصفتها عضوًا مؤسسًا لجمعية النساء الهنديات، أصبحت واحدة من النساء اللواتي تقدمن بطلب التماس للحصول على حق التصويت قبل إصلاحات مونتاغو-تشيلمسفورد في عام 1917.

## حياتها المبكرة
وُلدت في عام 1879 في بومباي، والتي كانت في ذلك الوقت تحت الحكم البريطاني. في سن السادسة عشرة، تزوجت من أردشير بيجونجي تاتا، موظف في مصنع نسيج. في 2 مارس 1898، وُلدت ابنتهما ميثان في ولاية ماهاراشترا. سرعان ما انتقلوا إلى فولغاون، بالقرب من ناجبور، حيث عمل أردشير في مصنع نسيج كمساعد رئيسي. لقد كان تقدميًا في أفكاره بشأن تعليم المرأة ووظف مدرسين لمساعدة تاتا في رغبتها في مواصلة تعليمها. اتخذت الأسرة موقعًا لها في مطحنة في أحمد آباد، وبقيت هناك حتى عام 1913، ثم انتقلوا إلى بومباي، وهناك أصبح أردشير مديرًا لمصنع نسيج كبير. 

## النشاط

### نشاطها المبكر
في عام 1909، بدأت تاتا حضور المؤتمرات في إيدار ومادراس وبيناراس. في مؤتمر عام 1912 في بيناراس، قابلت آني بيسانت، التي أصبحت رئيسة الجمعية الثيوصوفية عام 1908.
في عام 1911، أثناء إجازتها في كشمير مع ابنتها، التقت تاتا بالناشطة في حق الاقتراع، صوفيا دوليب سينغ.  

### الانتقال إلى إنجلترا
مولت لجنة الاقتراع في بومباي الرحلة إلى إنجلترا بأموال قدمتها شركة تاتا المحدودة، ولكن نظرًا لعدم تغطية جميع النفقات، وفّر زوج تاتا، أرديشير، الذي شجعها على الذهاب، الأموال المتبقية اللازمة. كتبت إلى الأشخاص المؤثرين في مجموعة واسعة من المنظمات لكسب دعمهم للقضية وكانت متحدثة نشطة في الأحداث. جمعت الأم وابنتها العديد من التقارير حول حق المرأة في التصويت لإثبات قضيتهما لصالح منح المرأة هذا الحق. قدم بيسانت ونايدو مناشدات للحصول على حق التصويت في أغسطس. في سبتمبر 1919، قدمت تاتا مذكرة إلى مكتب الهند بعنوان: لماذا يجب على النساء أن تصوّت. أثناء تواجد تاتا وابنتها في إنجلترا، تحدثتا في العديد من الاجتماعات العامة والفعاليات الخاصة بالبريطانيين، وسافرتا إلى بيركينهيد، بولتون، إدنبرة، غلاسكو، هاروغيت، ليفربول، مانشستر ونيوكاسل، للحصول على دعم النساء الأخريات. شاركت تاتا وابنتها في عرض تقديمي ثانٍ أمام لجنة الاختيار المشتركة في 13 أكتوبر، وفي القراءة النهائية لمشروع القانون في ديسمبر 1919، والتي تضمنت بندًا ينص على أن المقاطعات الهندية يمكن أن تمنح النساء حق التصويت إذا اخترن القيام بذلك.

### العودة إلى الهند
في عام 1924، عادت تاتا وابنتها إلى الهند. في نفس العام، نظمت مؤتمراً عاماً مع مجموعات نسائية مختلفة لتقديم مداخلات بشأن مشروع قانون معلق خاص بالأطفال. تضمنت الاقتراحات التي أُرسلت إلى الحكومة أحكامًا تسمح للمرأة المشاركة في صياغة القوانين، والاعتراف بالمرأة كوالدة بالمساواة مع الرجل، ووضع قاضيات في محاكم الأطفال. في عام 1925، عندما شُكّل المجلس الوطني للمرأة في الهند، انضمت تاتا مع ابنتها ميثان. تعرض أردشير لإصابة تسببت في فقدان بصره وهذا ما حد من قدرتها على المشاركة بالنشاطات كما كانت في السابق، إذ أصبحت تقدم الرعاية له. 

## الموت والإرث
ماتت تاتا عام 1941، قالت الكاتبة والناشطة ريتا بانيرجي إن تاتا كانت واحدة من الشخصيات المركزية في الكفاح من أجل حق الاقتراع في الهند. كما وصفت غيرالدين فوربس، أستاذة التاريخ المتميزة ومديرة قسم دراسات المرأة في جامعة ولاية نيويورك في أوسويغو، تاتا بالجندي الحقيقي في حملة منح المرأة حق التصويت في الهند.